# Kautokeino bygdetun
Kautokeino bygdetun / Guovdageaidnu gilišillju är ett samiskt museum i Kautokeino i Norge. 
Kautokeino bygdetun ingår som ett av fyra museer i Vest-Finnmark under stiftelsen RiddoDuottarMuseat, vid sidan av Sámiid Vuorká-Dávvirat / De Samiske Samlinger i Karasjok, Porsáŋggu musea / Porsanger museum i Porsanger och Jáhkovuona Mearrasámi musea / Kokelv sjøsamiske museum i Kvalsund kommun.
Museibyggnaden från 1987 ligger på tomten för den tidigare skolan 1883-1959 och innehåller en basutställning om lokal samisk kultur. Till museet hör ett friluftsmuseum med rekonstruerade byggnader från miljö från början av 1900-talet. Museet har också en omfattande fotosamling.
Byggnader och samlingar ägs av Kautokeino kommun och marken av Opplysningsvesenets fond. 